# Почесна грамота Верховної Ради України
Поче́сна гра́мота Верхо́вної Ра́ди Украї́ни — відзнака Верховної Ради України за вагомий внесок у будь-яку сферу життєдіяльності держави, визначну громадсько-політичну діяльність, заслуги перед Українським народом у сприянні становленню та зміцненню України як демократичної, соціальної, правової держави, здійсненню заходів щодо забезпечення прав і свобод громадян, розвитку демократії, парламентаризму та громадянської злагоди в суспільстві, активну участь у законотворчій діяльності.

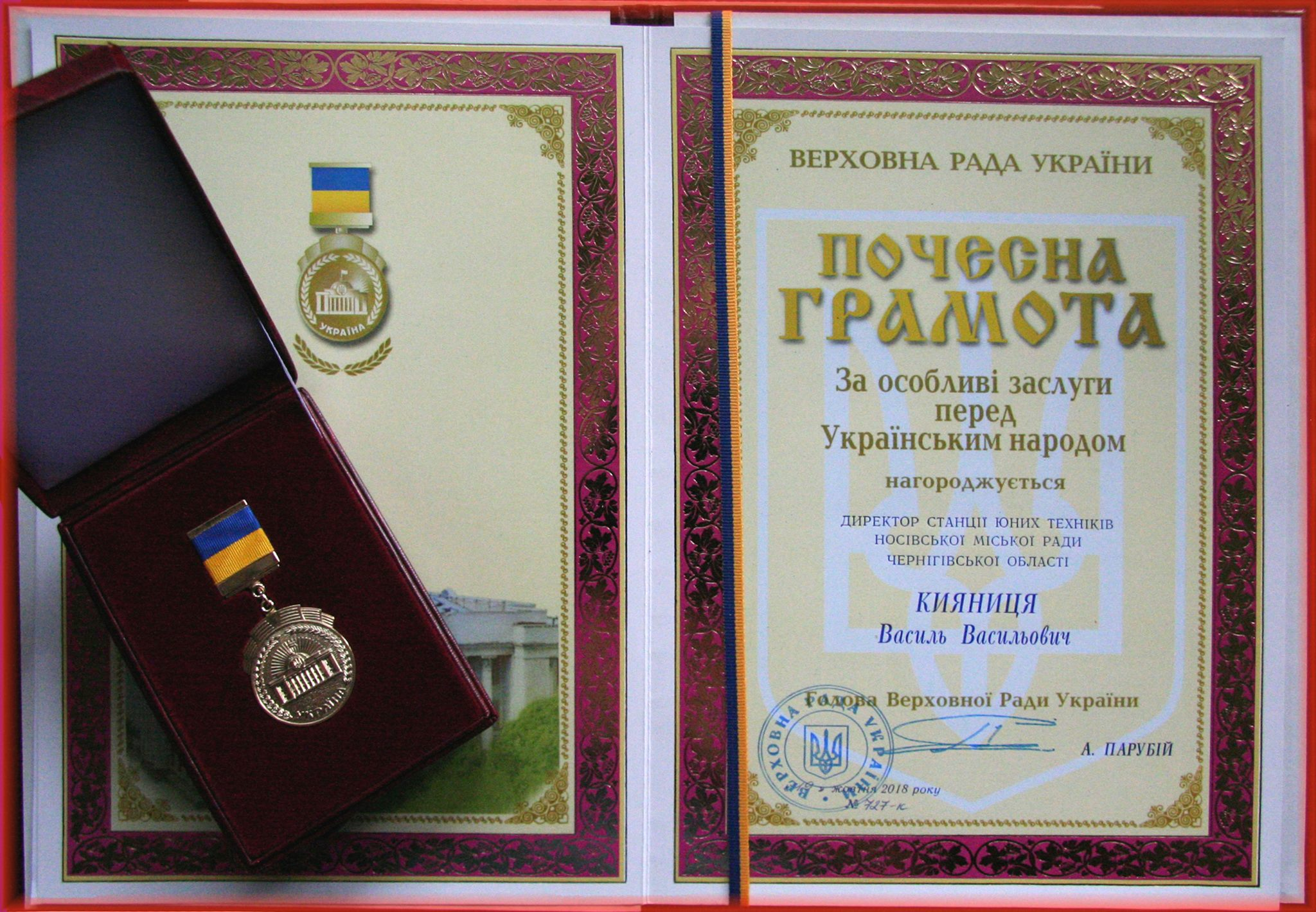
Почесна грамота Верховної Ради України

Нагородженим Почесною грамотою Верховної Ради України фізичним особам вручається нагрудний знак, який носять на грудях зліва.
Кількість осіб, які можуть бути нагороджені Почесною грамотою, визначається залежно від коштів, передбачених кошторисом видатків на здійснення повноважень Верховної Ради України щорічно.

## Підстави нагородження
Почесною грамотою Верховної Ради України нагороджуються Народні депутати України, державні службовці, громадяни України, іноземці та особи без громадянства, які зробили значний особистий внесок у сферах життєдіяльності держави, громадсько-політичної діяльності, сприяння становленню та зміцненню України як демократичної, соціальної, правової держави, здійснення заходів щодо забезпечення прав і свобод громадян, розвитку демократії, парламентаризму та громадянської злагоди в суспільстві, законотворчої діяльності.

## Висунення
Висунення особи для нагородження Почесною грамотою Верховної Ради України здійснюється гласно, за її основним місцем роботи, а осіб, які не працюють, — органом місцевого самоврядування за місцем проживання. Особу може бути представлено до нагородження лишень один раз.
Подання про нагородження Почесною грамотою Верховної Ради України вносяться до Верховної Ради України:
- Головою Верховної Ради України;
- Першим заступником та заступником Голови Верховної Ради України;
- депутатськими фракціями;
- комітетами Верховної Ради України;
- керівником Апарату Верховної Ради України;
- Уповноваженим Верховної Ради України з прав людини;
- Рахунковою палатою.

Клопотання про нагородження Почесною грамотою перед цими посадовими особами та органами можуть подавати стосовно:
- Народних депутатів України — відповідний комітет Верховної Ради України, Спеціальна контрольна комісія Верховної Ради України з питань приватизації, депутатські фракції у Верховній Раді України після прийняття ними відповідного рішення;
- працівників Апарату Верховної Ради України — Керівник Апарату Верховної Ради України самостійно або за зверненням голів комітетів Верховної Ради України, голови Спеціальної контрольної комісії Верховної Ради України з питань приватизації, керівників депутатських фракцій у Верховній Раді України, структурних підрозділів Апарату Верховної Ради України;
- працівників міністерств та інших центральних органів виконавчої влади — керівники цих органів;
- військовослужбовців, працівників Збройних Сил України та інших утворених відповідно до законів України військових формувань, працівників Служби безпеки України, органів внутрішніх справ, органів прокуратури, митної служби, податкової міліції — відповідний центральний орган виконавчої влади;
- членів всеукраїнських об'єднань громадян — всеукраїнські об'єднання громадян.

Клопотання про нагородження інших осіб вносяться Верховною Радою Автономної Республіки Крим, органами місцевого самоврядування, центральними органами виконавчої влади після прийняття рішення сесією відповідно Верховної Ради Автономної Республіки Крим, обласної, Київської та Севастопольської міських рад або колегією центрального органу виконавчої влади. Клопотання про нагородження іноземців та осіб без громадянства погоджується з Міністерством закордонних справ України.
Одночасно з клопотанням про нагородження подаються такі документи:
- відомості про досягнення особи у сферах діяльності;
- витяг з рішення сесії відповідно Верховної Ради Автономної Республіки Крим, обласної, Київської та Севастопольської міських рад або колегії центрального органу виконавчої влади;
- листок з обліку кадрів, у якому також зазначаються відомості про відзнаки особи, яка представляється до нагородження, засвідчений підписом керівника кадрової служби за основним місцем роботи для працюючих із зазначенням повної адреси цієї особи та скріплений відповідною печаткою;
- копії документів, що посвідчують нагородження відомчими відзнаками.

Подання про нагородження Почесною грамотою та додані до нього документи попередньо розглядаються Головою Верховної Ради України і надсилаються до Комісії з питань нагородження Почесною грамотою та Грамотою Верховної Ради України. Ця комісія вносить пропозиції щодо нагородження Голові Верховної Ради України.

## Відзначення
Про нагородження Почесною грамотою видається Розпорядження Голови Верховної Ради України. Воно публікується в газеті «Голос України».
Нагородженим Почесною грамотою за рахунок коштів, передбачених кошторисом видатків на здійснення повноважень Верховної Ради України, оплачується робота фотографа, за необхідності, проживання в готелі протягом однієї доби, а також компенсуються в установленому порядку витрати за проїзд залізничним транспортом або автобусом міжміського сполучення для вручення у Верховній Раді України Почесної грамоти.
Вручення Почесної грамоти Верховної Ради та нагрудного знаку від імені Верховної Ради України здійснюється в урочистому порядку, як правило, Головою Верховної Ради України. За рішенням керівника парламенту вручення Почесної грамоти може проводитися в іншому порядку.

## Опис Почесної грамоти Верховної Ради України
Почесна грамота Верховної Ради України складається з обкладинки і вкладки.
Обкладинка має форму прямокутника розміром 320х440 мм, складеного в один згин по лінії довгої сторони. На лицьовому боці обкладинки вгорі міститься тиснене фарбою золотистого кольору зображення фасаду будинку Верховної Ради України, в центрі — слова «Почесна грамота Верховної Ради України».
Обкладинка виготовляється з твердого картону, її зовнішній бік обтягнутий шкірімітом вишневого кольору. Всередині обкладинки у місці її згину закріплено синьо-жовту муарову стрічку кольорів Державного Прапора України (співвідношення синього кольору до жовтого — 1:1) для вкладки.
Вкладка виготовляється з високоякісного крейдованого паперу і має форму прямокутника розміром 297х420 мм, складеного в один згин по лінії довгої сторони.
Ліва внутрішня частина вкладки являє собою площину пастельно-жовтого кольору, обрамлену рамкою і жовтою каймою (по зовнішньому контуру).
Перша рамка утворена бордюром із графічного зображення гілок калини золотистого кольору, що орнаментально переплітаються на бордово-теракотовому тлі.
Внутрішня рамка утворена ланцюжками графічного зображення рослинного візерунка.
У нижній площині лівої внутрішньої частини вкладки розташоване кольорове фотографічне зображення будинку Верховної Ради України, у верхній — графічне зображення нагрудного знака до Почесної грамоти Верховної Ради України з лавровими гілками під ним.
Права внутрішня частина вкладки являє собою площину пастельно-жовтого кольору із світло-блакитним зображенням малого Державного Герба України по всьому її полю, обрамлену такими ж
рамками.
Угорі розташовуються написи фарбою золотистого кольору: «Верховна Рада України»; «ПОЧЕСНА ГРАМОТА»; «За особливі заслуги перед Українським народом»; «нагороджується».
У написанні слів «Почесна грамота» використовується давньослов'янський шрифт «Іжиця».
Під словом «нагороджується» розташовано чотири лінії для написання посади, прізвища, імені та по батькові нагородженого, а нижче розташовано напис фарбою золотистого кольору «Голова Верховної Ради України» і дві лінії: зліва — для дати нагородження і номера Розпорядження Голови Верховної Ради України про нагородження, справа — для підпису Голови Верховної Ради України.
Почесна грамота скріплюється підписом Голови Верховної Ради України та гербовою печаткою Верховної Ради України і вручається разом з нагрудним знаком.

## Опис нагрудного знака до Почесної грамоти Верховної Ради України
Нагрудний знак до Почесної грамоти Верховної Ради України має форму кола діаметром 30 мм з опуклим бортиком уздовж зовнішнього краю, увінчаного у верхній частині спадаючими фалдами стрічки.
У центрі лицьової сторони нагрудного знака розміщено силуетне зображення фасаду будинку Верховної Ради України на тлі сонця. Фасад будинку Верховної Ради України композиційно розміщено в центрі кола, утвореного розташованим унизу написом «Україна» і розбіжними від нього нагору двома лавровими гілками. Усі зображення опуклі.
На зворотній стороні нагрудного знака розміщено напис опуклими літерами: «Почесна грамота Верховної Ради України». Над написом розташоване зображення малого Державного Герба України.
Нагрудний знак за допомогою прямокутного вушка з'єднується з фігурною колодкою, покритою синьо-жовтою муаровою стрічкою кольорів Державного Прапора України (співвідношення синього кольору до жовтого — 1:1).
Нагрудний знак до Почесної грамоти Верховної Ради України виготовляється з латуні з наступними позолотою і електрополіруванням, прикріплюється до одягу за допомогою горизонтальної шпильки на зворотній стороні колодки.

## Нагороджені
- Почесною грамотою Верховної Ради України
- Почесною грамотою Президії Верховної Ради УРСР